# Бальдрамсдорф
Бальдрамсдорф (нем. Baldramsdorf) — коммуна (Gemeinde) в Австрии, в федеральной земле Каринтия.
Входит в состав округа Шпитталь. Население составляет 1867 человек (на 31 декабря 2005 года). Занимает площадь 37,95 км². Официальный код —2 06 02.

## Фотографии

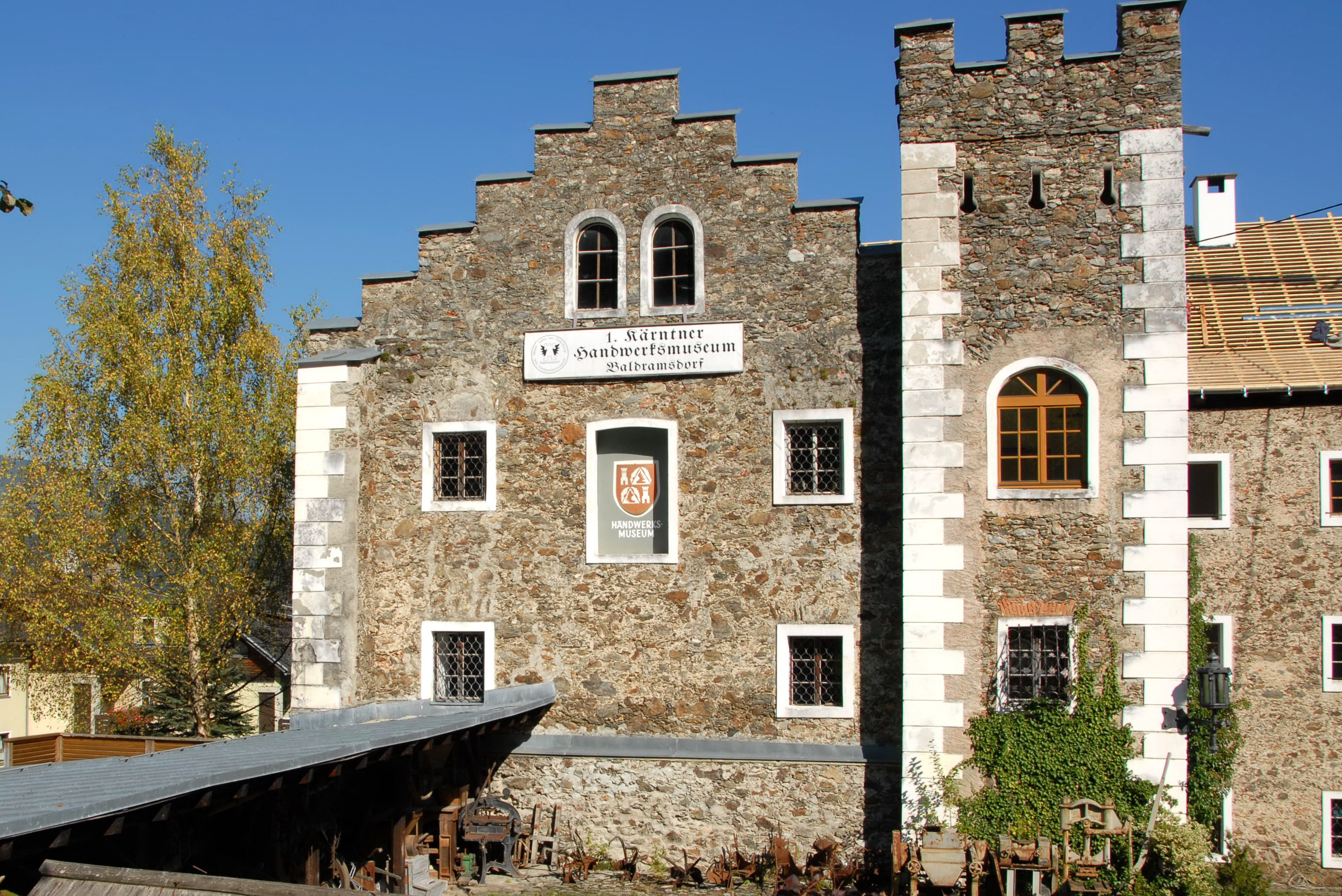
Замок
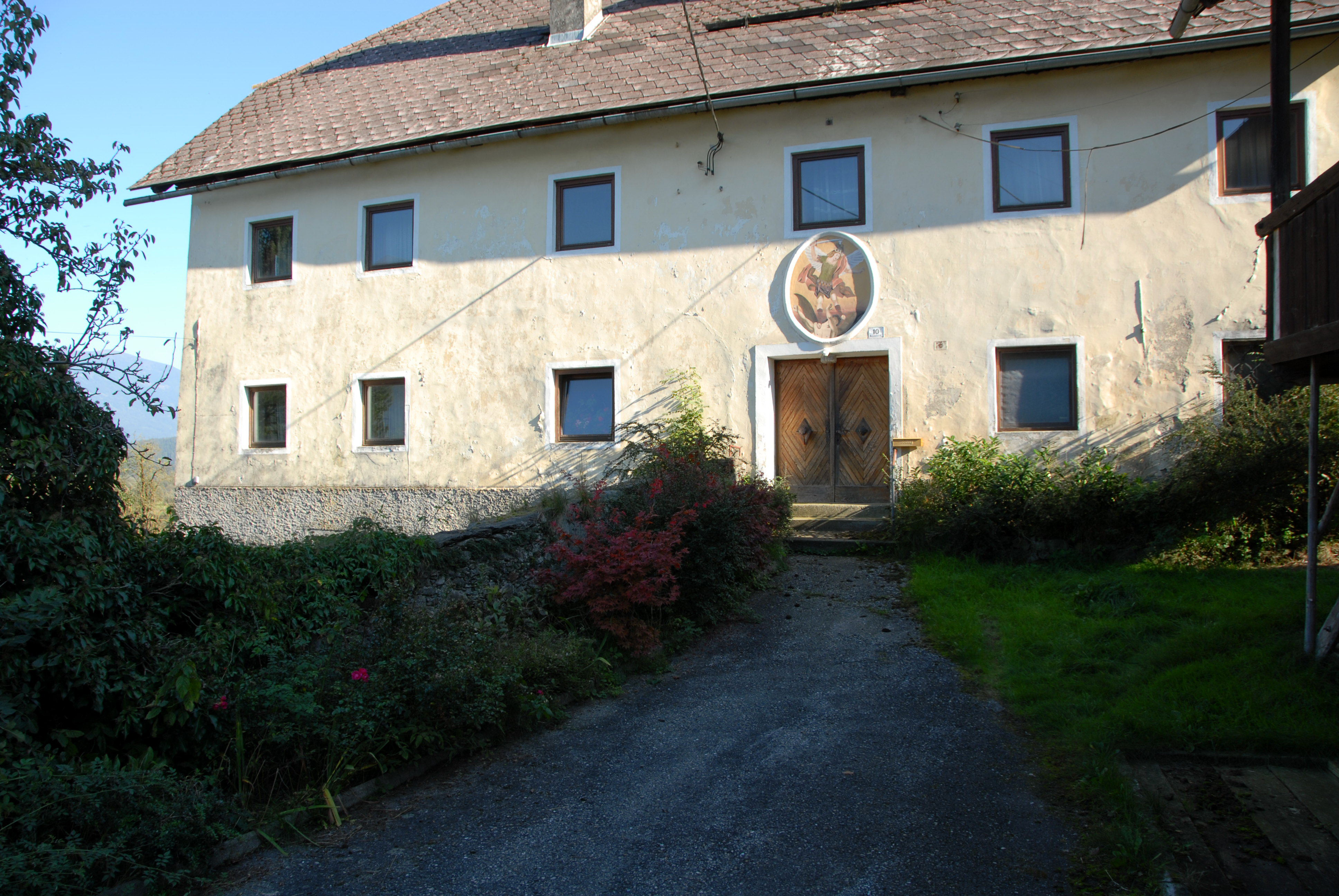
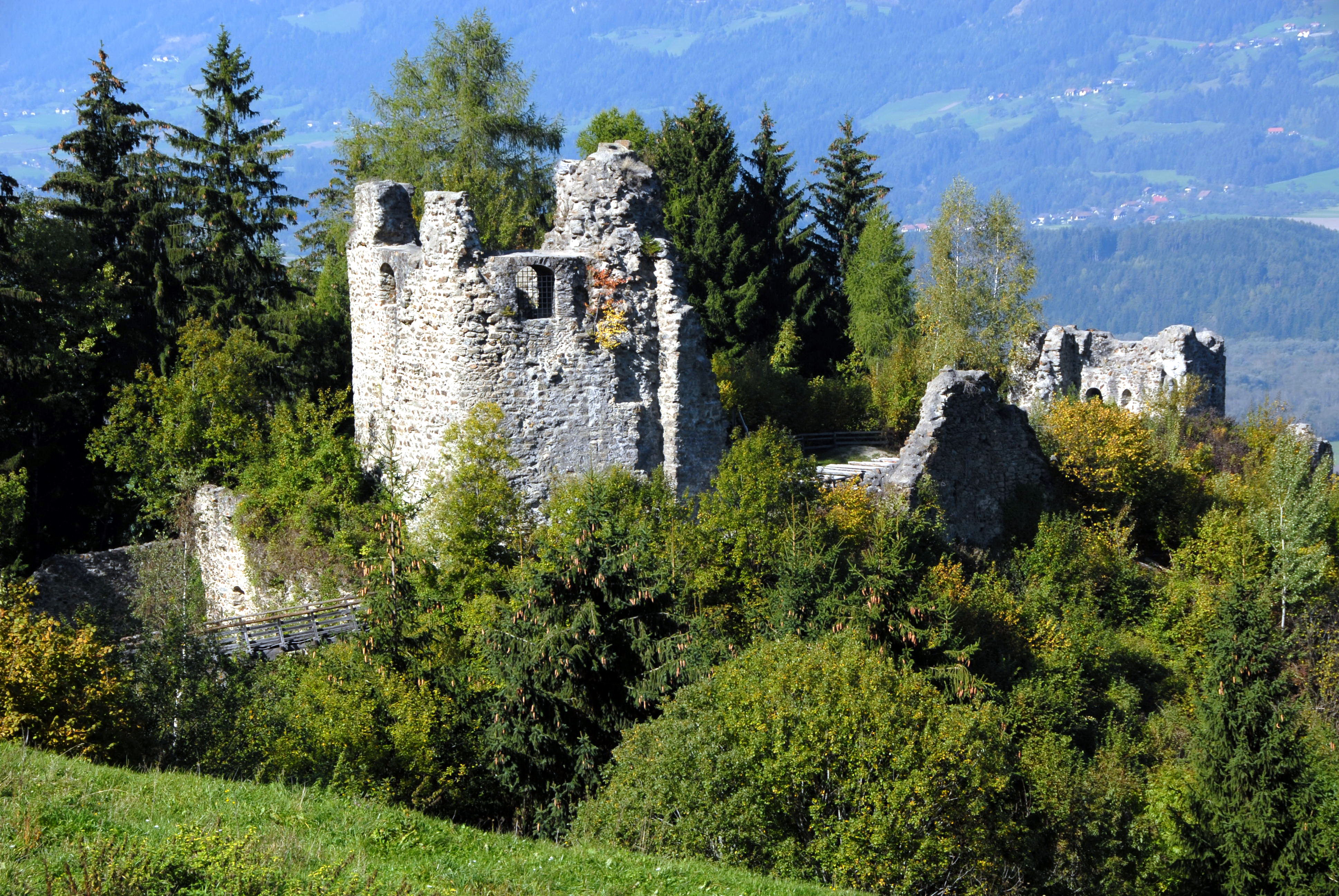

## Политическая ситуация
Бургомистр коммуны — Хайнрих Гербер (СДПА) по результатам выборов 2003 года.
Совет представителей коммуны (нем. Gemeinderat) состоит из 15 мест.
- СДПА занимает 9 мест.
- АНП занимает 3 места.
- АПС занимает 3 места.